# Lukavci
Lukavci este o localitate din comuna Križevci, Slovenia, cu o populație de 586 de locuitori.